# 方言字
方言字（ほうげんじ）とは、方言を表記するために作られた文字。中国語の方言を表記するための漢字が代表的であるが、日本語の方言を表記するための国字や、中国語の方言を表記するために拡張された注音符号、ラテン文字なども使われている。

## 漢字系方言字

### 中国語用の方言字
中国語を表記するための漢字には、広東語、閩南語、上海語、客家語、贛語などの方言を書き表すための方言字が多くある。
中でも最も広く使用されている広東語の例を挙げると、「来る」という意味をあらわす場合、口語で「lai4」という語を用いるが、語源が同じ「來」という漢字は文語音で「loi4」と発音するので、「来る」という意味に「來」という漢字を使うと正しく読めない可能性が高い。そのため、必ず「lai4」と発音させたい場合、「lai4」と同じ発音の「黎」という字に口偏をつけた「嚟」という字を新たに作り、「来る」の意味で使用している。このように、広東語では口偏と音を表す旁（音符）を組み合わせて作られる場合が多いが、鶏卵を表す「膥」（ceon1）のように会意によって作られた方言字もある。
「煲」、「焗」などは、広東語の方言字であったが、比較的近年になって中国全土で用いられるようになり、2013年の『通用規範漢字表』に採用されるに至った。
閩南語の例としては「埕」（てい、tiâⁿ）があり、「場」を意する。客家語の「壢」(れき、lak1)は「原」の意味。台湾には車埕駅、中壢駅という駅がある。
上海語の例では、「𠼢」（口偏に「強」、jian2）と書いて、値段が「安い」という意味の字や、「𠲎」（口偏に「伐」、va）と書く文末助詞などの例がある。
方言字は、市井で作られて広まったものが多く、正書法として定まっておらず、俗字と扱われる場合が多い。

### 日本語用の方言字
日本語においても、茨城県の地名や姓に使われている「圷」（あくつ）、京都府の地名に使われている「岼」（ゆり）、岡山県の地名に使われている「逧」（さこ）、愛知県で使われている「杁」（いり）、富山県でざるを意味する方言そうけを書き表すために、現在の富山市八尾地区の辺りで作られた「笽」（そうけ）の字など、国字としてひとまとめにされているものにも、細かく検討すると方言字が含まれており、さらに漢字圏全体からみれば日本という地域専用の字は方言字に類するものと考えることもできる。
また、沖縄県にある名字として「𤘩宮城」（ぐしみやぎ、ぐしなーぐすく）というものがあり、最初の「𤘩」（ぐし：𤘩、双の下に牛）という読み（音便を除く）の字はこれ以外になく標準語でもないため、方言字と思われる。

### 方言訓
漢字の場合、同じ字を使っても、読み方が方言特有の訓読である場合がある。
例えば、台湾語では、禁止を表す語「mài」を方言字「嘜」で表すほか、既存の「勿」、「莫」などを訓読させることで表記する例がある。
日本でも沖縄県では琉球方言を書く際に、「美ら海」と書いて「ちゅらうみ」、「島人」と書いて「しまんちゅ」、地名で「西表」と書いて「いりおもて」、「城」と書いて「ぐすく、ぐしく」、「小」と書いて「ぐわー」と訓読するような例が豊富にある。ただし、日本語と同系言語の琉球語というとらえ方をすると「方言」の訓読とは言えなくなる。

### 漢字の地域変体
方言を書くための方言字ではないが、ある地域でのみ特異な異体字が使用される場合がある。例えば新潟県では「潟」を「泻」（さんずいに写と書く。常用漢字の「写」と同様、横棒が右に突き出る）と書いて「新潟」を「新泻」と書くことがあるが、他県ではあまり見られない用法である。なお「泻」は、潟でなく「瀉」の簡体字であるが、中国語圏で新潟は誤って「新瀉」と表記されることがある。

これは異体字であるが、「潟」の画数が多く書きにくいための略字でもある。画数の多い地名を略字にすることは他の地域でも行われており、例えば三鷹市では「鷹」を略して「广」（まだれ）を用いて「三鷹」を「三广」と表記したり、多摩市あるいは多摩地域では「广」の中に片仮名の「マ」を書いて「摩」の略字とするなどの例がみられる。
また、中国湖北省武漢周辺では、「價（価、价）」を「伝」と書く俗字が使用されている。これも他地域ではまず目にすることはない地域変種で、方言現象である。他に、方言音（訛）を基準にして、同音の部品を使うような例もある。例えば台湾では「讓(譲)」を「誏」と書く俗字がある。こういう表記になるのは台湾語地域に限られ、旁に使っている「良」が、声調は違うものの同音（liong）のためである。他の方言では音が合わない（例えば台湾国語ではràngとliángである）ので、地方独特のものである。なお「讓」に対応する簡体字で、「让」と旁を「上」に換えているのは、古い時代に同音字を使った名残で、現代では同音ではない。

## 方言用の注音符号
有声子音など、台湾語、客家語などにはあるが、標準的な中国語にない発音を表すために注音符号を拡張している方言用の字がある。例えば、有声軟口蓋破裂音（[g]）を表す「ㆣ」（U+31A3)などがこれに相当する。zh:台灣方言音符號を参照。

## 女書
中国湖南省の江永県などには「女書」と呼ばれる、漢字を崩して作られた音節文字がある。漢字と違って、同音異義の字を区別しない点で仮名と似ている。女性たちが暗号的に使い出し、継承され、広まったもので、男性には読めなかった。方言の音節に合わせて作られていることと、成年女性という社会階層のみが使用した文字であることから、方言字の一種とみることもできる。